# Herbita harmonidaria
Herbita harmonidaria är en fjärilsart som beskrevs av Charles Oberthür 1911. Herbita harmonidaria ingår i släktet Herbita och familjen mätare. Inga underarter finns listade i Catalogue of Life.